# Friday After Next
Friday After Next (bra: A Mais Louca Sexta-Feira em Apuros; prt: Sexta-Feira Explosiva) é um filme estadunidense de 2002, do gênero comédia, dirigido por Marcus Raboy.

## Sinopse
Craig (Ice Cube) e Day-Day (Mike Epps) enfim conseguiram deixar a casa de seus pais e agora estão morando juntos, dividindo um pequeno apartamento. Os problemas começam para a dupla após um vizinho vigarista invadir a casa de ambos e roubar o aparelho de som que possuem. Para complicar ainda mais a situação, todo o dinheiro que Craig e Day-Day vinham guardando estava escondido justamente no aparelho de som roubado. Precisando desesperadamente de dinheiro para pagar o aluguel e fazer as compras de Natal, a dupla consegue emprego como segurança em um shopping, o mesmo onde seus pais agora possuem uma loja em conjunto.

## Elenco
- Ice Cube ... Craig
- Mike Epps ... Day-Day / Velho com espingarda
- John Witherspoon ... Sr. Jones
- Don 'D.C.' Curry ... Tio Elroy
- Anna Maria Horsford ... Sra. Jones
- Clifton Powell ... Pinky
- K.D. Aubert ... Donna
- Bebe Drake ... Sra. Pearly
- Katt Williams ... Money Mike
- Rickey Smiley ... Papai Noel
- Terry Crews ... Damon
- Maz Jobrani ... Moly
- Reggie Gaskins ... Policial Dix
- Joel McKinnon Miller ... Policial Hole
- Brian Stepanek ... Policial #3
- Angela Bowie ... Tasha
- Sommore ... Cookie

## Recepção
No site agregador de críticas Rotten Tomatoes, 25% das 71 resenhas dos críticos são positivas.